# L'onore riconquistato
L'onore riconquistato (a volte semplicemente Onore riconquistato) è un mediometraggio del 1913, regia di Eduardo Bencivenga (Edoardo Bencivenga).

## Trama
Il capitano Paolo Ermani è un ludopatico. Ai tavoli da gioco perde una grossa somma, che si fa prestare dal segretario del club con  il consueto impegno di restituirla entro 24 ore. Ma egli non sa come racimolare il denaro. Il suo colonnello, dovendosi assentare, gli cede il comando per un paio di giorni, ed Ermani cade nella tentazione: sottrae del danaro alle casse del reggimento. Torna al club, e – benché non sia chiaro se restituisca la somma – gioca di nuovo, e perde di nuovo.
Disperato, si rivolge allora alla sorella Irene, moglie di un esponente dell'alta borghesia cittadina. I due fratelli si incontrano in un ristorante, dove Irene consegna al fratello alcuni suoi gioielli per rifondere il maltolto.  Paolo, non volendo dar adito a scandalo, le fa promettere di non dire nulla al marito, poi esce. Ma al ristorante una pettegola conoscente di Irene, non vista, assiste in parte all'incontro dei due fratelli, e, credendo si tratti di un incontro amoroso extraconiugale, telefona al marito della donna infondendogli il dubbio. Quest'ultimo accorre, e crede all'adulterio, tanto più che Irene, per non tradire il segreto del fratello, non dà alcuna spiegazione. Irene, praticamente cacciata dalla casa coniugale, ed il marito quindi si separano.
Paolo impegna i gioielli al Monte di Pietà e sta per far ritorno alla caserma col denaro ottenuto in prestito, per restituirlo. Qui però è inaspettatamente tornato il colonnello anzitempo, che si accorge dell'ammanco avvenuto sotto il periodo di comando di Paolo, e, dopo aver ottenuto da lui il denaro mancante, lo costringe, per evitare ripercussioni anche gravi, a far richiesta di congedo illimitato.
Scoppia la guerra del 1911 con l'impero ottomano, e all'ex-capitano Paolo Ermani, infervorato e desideroso di prendervi parte, non rimane altra via che quella di arruolarsi come soldato semplice, e sotto falso nome.
Irene intanto, sempre ferma nel suo proposito di non svelare il segreto di Paolo, sta sperimentando la condizione proletaria come operaia cucitrice.
Paolo sbarca a Tripoli con le truppe. Non passa molto tempo prima che rimanga ucciso, in modo valoroso, durante uno scontro col nemico. Sul suo cadavere i compagni rinvengono i suoi dati identificativi – quelli reali – e una lettera per la sorella Irene e suo marito. Lettera che viene fatta leggere, poco tempo dopo, separatamente, ai due, da alcuni militari, latori della triste notizia della dipartita del loro congiunto. In essa Paolo, dopo aver spiegato i fatti passati e gli avvenimenti del ristorante, si dice contento se riuscirà (come è riuscito) a morire per la patria sul campo di battaglia e a lavare così, col proprio sangue, il disonore in cui era caduto.
Irene e il marito si riconciliano.

## Produzione
Realizzato a pochi mesi dalla fine della guerra italo-turca, L'onore riconquistato fa parte di una serie di 5 film "patriottici", o "coloniali", realizzati dalla Film d'Arte Italiani consorziata con la Pathé, e fatti uscire nel 1913; tutti i film in questione sono in qualche modo ambientati fra i combattimenti della guerra. Nel film, "secondo una tradizione già in uso nel 1912" sono presenti "quadri tratti da film dal vero": si tratta di manifestazioni patriottiche e delle "operazioni di sbarco di truppe e materiali a Tripoli".
La pellicola consta di tre bobine per una lunghezza complessiva di 785 metri.

## Distribuzione
L'onore riconquistato è uscito in Italia il 5 ottobre 1913; in Francia (col titolo Le rachat de l'honneur) il 28 novembre 2013. Il film è stato distribuito successivamente in Danimarca (col titolo For ærens skyld e in Svezia (col titolo En hjälte).
Copie della pellicola sono conservate presso la Cineteca del Friuli e il Det Danske Filminstitut di Copenaghen.
Alcune scene di L'onore riconquistato sono mostrate nel film Lyrisch nitraat di Peter Delpeut, del 1991.
Il film è attualmente visionabile su YouTube.